# Ediciones El Puente
Ediciones El Puente fue un proyecto literario concebido por y para autores jóvenes en Cuba, inmediatamente posterior a la Revolución de 1959. Entre 1961 y 1965, Ediciones El Puente publicó varios títulos, introduciendo docenas de nuevas voces y realizando lecturas y performances.
Algunos importantes escritores comenzaron allí su carrera literaria, incluyendo a la poetisa y traductora Nancy Morejón, el dramaturgo Gerardo Fulleda León, ahora director de la compañía de teatro Rita Montaner en La Habana, la dramaturgo y activista Ana María Simo, codirectora del proyecto editorial y el folclorista Miguel Barnet.
Sin embargo, Ediciones El Puente es recordado principalmente como una de las víctimas de la represión social en Cuba en las décadas de 1960 y 70. Acusado de extender la homosexualidad, el Black Power, de publicar a exiliados y de tener relaciones con extranjeros, algunos miembros fueron detenidos, o se les envió a las Unidades Militares de Ayuda a la Producción. Unos pocos, como Ana María Simo, abandonaron el país.
Los críticos literarios cubanos han comenzado a interesarse por este grupo y en 2005 la Gaceta de Cuba publicó una serie de artículos sobre Ediciones El Puente.

## Inicios
Ediciones El Puente fue creado por José Mario Rodríguez, un joven poeta que percibía el mundo literario de La Habana posterior a la Revolución de 1959 como cerrado a los nuevos escritores.

Todo el mundo sabía que Lunes de Revolución, el suplemento cultural del periódico Revolución, órgano del gobierno, era un círculo cerrado, controlado por Guillermo Cabrera Infante, el director de ese suplemento. [...] en Lunes no se reflejaban las actividades de nadie que no perteneciera al círculo de Guillermo, no se comentaban libros de escritores jóvenes.
Reinaldo García Ramos

Quería crear un proyecto editorial que estuviese abierto a todos, «Sobre todo la gente joven, la gente nueva. Queríamos encontrar talentos nuevos con obras de calidad dentro de la cultura cubana; eso es lo que más nos interesaba.»
Gerardo Fulleda León recordaba haber encontrado a José Mario en un taller de teatro en 1961, en el que también participó Eugenio Hernández Espinosa.

Al día siguiente, en la Biblioteca Nacional “José Martí”, Eugenio y él me presentaron a Ana Justina Cabrera y más tarde a Ana María Simo. Desde ya empezamos a intercambiar opiniones, a polemizar y coincidir en algunos puntos. A partir de ese día nos citábamos asiduamente o nos encontrábamos cualquier tarde en los jardines de la UNEAC, en un parque, a la entrada de un ciclo de cine soviético en la Cinemateca de Cuba, en una función de teatro en el Mella, en los pasillos de una exposición de Portocarrero, en un concierto de Bola o la Burke; y ligábamos la tarde con la noche y allá nos íbamos a escuchar el feelling en El Gato Tuerto o jazz en el Atelier y bajábamos y subíamos La Rampa y terminábamos las madrugadas en el Malecón leyendo poemas, cantando boleros o contándonos sueños y aspiraciones.
Gerardo Fulleda León

Los libros que intercambiaban incluían a autores como Borges, Lautreamont, Rimbaud, el poeta cubano Emilio Ballagas, Nerval, Rilke, Tagore, Mayakovsky, Salvatore Quasimodo, Essenin, Vicente Huidobro, Proust, Seferis, Dylan Thomas y Hölderlin.
Poco tiempo después comenzaron a publicar como grupo. Ana María Simo se convirtió en codirectora del proyecto, enfocándose principalmente en la producción final y la edición de ficción. Otros miembros centrales incluían a Gerardo Fulleda León, Nancy Morejón, Ana Justina y Reinaldo García Ramos (Reinaldo Felipe), que más tarde se convertirían en la dirección.

## Influencia
De forma práctica, la influencia del grupo se puede ver en aquellos textos y autores que publicaron. Financiados por ellos mismos, publicando con independencia editorial, incluso después de aliarse con la Unión de Escritores y Artistas de Cuba (UNEAC), El Puente introducjo docenas de nuevas voces al mundo literario, publicando finalmente a más de veinte autores y ofreciendo más de tres docenas de libros de poesía, teatro, ficción y folclore.
Algunos de los autores que comenzaron en El Puente incluyen a la premiada poetisa y traductora Nancy Morejón, el dramaturgo Gerardo Fulleda León, en la actualidad (2009) director de la compañía de teatro Rita Montaner en La Habana, el folclorista Miguel Barnet y la activista lesbiana Ana María Simo.
El impacto a largo plazo de El Puente como movimiento es más difícil de evaluar. Surgido de la euforia de la revolución, eran vistos por algunos, incluidos ellos mismos, como representantes de la generación posrevolución. El poeta cubanochileno Alberto Baeza Flores en particular, los veía como una especie de movimiento unificador, uniendo «una generación de jóvenes escritores, que fue la primera que surgió en tándem con la Revolución cubana y que es una generación brillante y crítica.»
Trabajaron de forma deliberada en oposición a las generaciones previas, que vieron como excluyentes y elitistas. Estaban especialmente resueltos a afirmar su independencia intelectual y reivindicar toda la escritura que reflejase la variedad de la sociedad cubana, incluso de escritores que habían abandonado la isla. Antologías, como La novísima poesía cubana (1962) editada por Reinaldo García Ramos y Ana María Simo, expresaban en parte este ethos, que tenía menos que ver con un oficio riguroso o un estilo común, que con puntos de vista nuevos y frescos.
Mientras que el libro de historias cortas de Simo, Las fábulas, fue uno de los pocos que jamás fueron reseñados, los libros encontraban habitualmente una audiencia y algunas de las comunidades de otras artes compartían su entusiasmo sobre el proyecto. Las portadas eran diseñadas por jóvenes estudiantes de arquitectura y artes visuales, como Gilberto Seguí, David Bigelman y José Lorenzo. Una performance colaborativa con compositores «feeling», incluyendo a Marta Valdés, César Portillo de la Luz, José Antonio Méndez, Ela O'Farril y otros en El Gato Tuerto tenía a los fanes haciendo cola alrededor de la manzana. Intercambiaron ideas con dramaturgos como Eugenio Hernández Espinosa, a pesar de que no fueran necesariamente publicados por El Puente. Una joven profesora de Filosofía, Josefina Suárez, también pasó a ser fundamental para el grupo, introduciendo a algunos de sus estudiantes, como la poetisa Liliam Moro.
No todo el mundo coincidía en que El Puente representaba la generación posterior a la Revolución o que servían algún propósito en absoluto. En la época, críticos como Jesús Díaz, por ejemplo, dijeron que no representaban nada más que un grupo marginal «disoluto», afirmando que la escritura no sólo era desigual, sino que El Puente era «un fenómeno política y estéticamente erróneo.» Una crítica menos política fue la de que José Mario empleaba el grupo quizás demasiado a menudo para publicar sus propios poemas.
Más recientemente, varios investigadores cubanos parecen ver la diversidad de El Puente como una de sus mayores contribuciones.

## Diversidad
El núcleo del grupo tenía tantos hombres como mujeres, y las mujeres eran una parte principal de las obras publicadas. La mayoría de los escritores eran pobres o de clase trabajadora. Muchos eran negros o mulatos, en una época en que las personas de color tenían poca representación en el mundo literario.
El grupo publicó los primeros dos libros de poemas de Nancy Morejón. «El Puente resultó vital para nosotros, para mí, en el plano personal. Un buen día llegó José Mario Rodríguez, su director, y me pidió unos poemas... Fue la primera editorial desinteresada, que quiso publicar poemas míos, sin segundas ni terceras intenciones.»
José Mario infravaloró su papel en el reclutamiento de autores negros, a pesar de que era amigo de Walterio Carbonell, un acérrimo defensor de la négritude al estilo francés, uno de los primeros escritores cubanos que trataron el papel de la raza en la evolución de la cultura cubana en su ensayo de 1961, «Cómo surge la cultura nacional».

Eso llamó mucho la atención a Nicolás Guillén. Se fijó que en El Puente había muchos escritores negros, como Nancy Morejón, Ana Justina Cabrera, Gerardo Fulleda León, Eugenio Hernández, Georgina Herrera, Rogelio Martínez Furé, Pedro Pérez Sarduy y otros. Yo creo que eso ocurrió un poco por casualidad. Nos reuníamos en la Biblioteca Nacional, y detrás de ese edificio tú te acuerdas de que estaban algunos de los barrios más pobres; mucha gente que iba a esas reuniones venía de los "solares", tenía muy pocos recursos económicos. Eran barrios en que había muchos negros. Ana Justina y Eugenio vivían por allí muy cerca, detrás de la Biblioteca.
José Mario

Muchos miembros del grupo también eran homosexuales.

## Homofobia
Mientras que Che Guevara en una ocasión lanzó un libro a lo largo del cuarto, asqueado porque había sido escrito por un autor gay, Virgilio Piñera, Cuba no necesitaba del revolucionario argentino para introducir la homofobia, que ya era parte tanto de la cultura hispánica, como de la occidental: fue la época del «peligro violeta» en EE. UU. y de las persecuciones soviéticas.
La homofobia ya estaba subyacente en obras como Nuestra América (1894) de José Martí, en la que el poeta y revolucionario no sólo ofrecía un análisis temprano del creciente poder de EE. UU. en la región, sino que despreciaba a los lealistas a España como «delicados, que son hombres y no quieren hacer el trabajo de hombres» y hombres que piensan que «son parisienses o madrileños, [que] vayan al Prado, de faroles, o vayan a Tortoni, de sorbetes».
Tras la Revolución, una de las primeras ocasiones en las que la homofobia pasó de ser una actitud privada a una política pública fue durante el Encuentro Nacional de Poetas realizado en Camagüey en 1960, poco después del comienzo de El Puente. El coronel Alberto Bayo, un representante del Gobierno, usó la oportunidad para lanzar invectivas contra los homosexuales, llamándolos «mala semilla» y advirtiendo que iban a «pervertir la revolución». Esa noche, grandes pancartas mostraban el texto «¡Maricones, tortilleras, fuera!»
En 1965 el Gobierno creó campos de concentración, eufemísticamente llamados Unidad Militar de Ayuda a la Producción (UMAP), en los que «escoria social», principalmente hombres gais, pero también testigos de Jehová y todos aquellos desafectos al régimen, eran internados detrás de alambre de espino y empleados como mano de obra forzada hasta la desaparición de los UMAPs en 1967.
Haciéndose eco del eslogan en las puertas de Auschwitz e, irónicamente, de José Martí, en los campos se encontraban las siguientes palabras: «El trabajo os hará hombres».

## Ginsberg y el chivo expiatorio gay
Según fueron intensificándose la presión social y El Puente se hizo cada vez más conocido, los miembros de grupo fueron llamando la atención cada vez más de la seguridad del estado. En 1964, Ana María Simo fue encarcelada durante varias semanas e interrogada.
Los hombres que eran abiertamente homosexuales, como José Mario, comenzaron a ser detenidos con regularidad a causa de su homosexualidad, pero también porque leían los libros equivocados (Gide) y escuchaban la música equivocada (The Beatles), y a veces hacían escenas borrachos a media noche. Un par de miembros fueron atrapados robando libros de la biblioteca.
En enero de 1965, Allen Ginsberg, un poeta abiertamente gay, budista y consumidor de drogas, fue invitado a la Isla por la Casa de las Américas para formar parte del jurado del premio de poesía de ese año. Además de encontrarse con escritores como Julio Cortázar, Mario Vargas Llosa, Camilo José Cela y Nicanor Parra, Ginsberg tomó contacto con los miembros de El Puente, con los que había tenido correspondencia y que tenían intención de publicar una traducción de Howl.

Nuestras cordiales relaciones con Ginsberg, sus visitas a mi casa y que apareciéramos juntos en varios lugares públicos, como la cafetería de la UNEAC, una recepción en la Casa de las Américas y sus explosivas declaraciones sobre la actualidad cubana y las persecuciones de los homosexuales, nos pusieron, como se dice, "en boca de todos", ser pasto de todo tipo de rumores, y ya se sabe el poder de los rumores en una dictadura, el poder que la noticia alcanza según las intenciones de quienes la propagan.

Un día que salíamos de un acto en el teatro Auditorium, al que fuimos invitados por Ginsberg, Manolo (Manuel Ballagas, hijo del poeta Emilio Ballagas) y yo fuimos detenidos bruscamente en una calle aledaña al teatro, introducidos violentamente en un coche oscuro y conducidos a una comisaría de policía. Unos conocidos que vieron la operación avisaron de inmediato al administrador de la UNEAC, quien se personó en la comisaría. Aun así, los interrogatorios duraron una noche—nos liberaron por la mañana— y se nos acusó formalmente del delito de "andar con extranjeros". En cuestión de días Ginsberg fue expulsado del país.
José Mario

A pesar de que en esa ocasión los cargos fueron retirados, a partir de ese momento, la publicación y la distribución fueron imposibles para El Puente, que ya estaba desmoronándose por las presiones internas y externas. Los libros que tenían los impresores fueron confiscados. José Mario se trasladó de nuevo a casa de sus padres y salía de casa en raras ocasiones, donde era vulnerable. «Se me detuvo cerca de 17 veces.»

## El CaimáncontraEl Puente
El acoso llegó a su mayor virulencia en 1966, cuando El Puente fue públicamente atacado por Jesús Díaz, un editor de El Caimán Barbudo, una revista literaria creada y financiada por la juventudes comunistas. Al contrario que El Puente, eran heterosexuales, la mayoría hombres, casi todos blancos y en su mayoría reclutados en la universidad. Jesús Díaz era un catedrático asistente.
Usó La Gaceta, una revista de la Unión de Escritores, para declarar públicamente que los miembros de El Puente eran «generalmente artistas malos», pero más peligroso fue su afirmación de que eran «el segmento más disoluto y negativo de su generación» y «un fenómeno política y estéticamente erróneo.»
Aparecido unos pocos meses después de que el internamiento de los hombres gais hubiese comenzado oficialmente, sus afirmaciones fueron un shock para el grupo. «Nos declararon la guerra de exterminio». Una semana después de la edición del primer ataque de Díaz, José Mario fue llamado a un campo de concentración. En la respuesta de El Puente, escrita y firmada por Ana María Simo, esta defendía los méritos del grupo y llamó las opiniones de Díaz un «acto de delación intelectual»
Jesús Díaz publicó una larga refutación, repitiendo su ataque y también apuntando personalmente a Ana María Simo. Años más tarde, Jesús Díaz, que abandonó la Isla para exiliarse en España, echó la culpa de todo a la edad y a las disputas literarias, «sin embargo [...] reconozco lo que hice y quisiera ofrecer mis disculpas a Ana María Simo y otros autores que se pudieron haber sentido atacados por mí en esa época.»
Guillermo Rodríguez Rivera, otro de los editores de El Caimán, culpó a las juventudes comunistas por prohibirles «publicar a escritores o artistas jóvenes que fueran homosexuales. No era una decisión tomada en la revista [...].»

## Secuelas
Tras el intercambio con El Caimán y el internamiento de José Mario, El Puente desapareció y su obra fue en su mayor parte olvidada. Algunos miembros emigraron y aquellos que permanecieron eran «endiablados». Durante décadas, Nancy Morejón tuvo miedo de hablar en grupo. «Te digo que a mí todavía en un Consejo Nacional de la UNEAC me da trabajo levantar la mano para decir algo, porque me parece que va a salir alguien y me va a decir: "Cállese usted, porque los de El Puente..." Ahora te lo puedo contar, pero antes no se hablaba de esas cosas...»
Los estudiosos ha comenzado a investigar el grupo y, en su edición de julio-agosto de 2005, la Gaceta de Cuba publicaba una serie de artículos relacionados en un primer intento de tratar la historia de El Puente. Los libros Ediciones El Puente: Dinámicas culturales de los años 60 en Cuba y otras zonas creativas de conflicto (Universidad de Miami, 2007), así como Ediciones El Puente y los vacíos del canon literario cubano (Universidad Veracruzana, 2016), ambos de María Isabel Alfonso, son un estudio exhaustivo de esta olvidada editorial.
José Mario murió en 2002 en Madrid.

## Publicaciones
Seguidamente se encuentra una lista de los libros de El Puente en orden de publicación, de 1961 a 1965 en La Habana, bajo la dirección de José Mario y la codirección de Ana María Simo, tal como fue compilado por José Mario en La verídica historia de Ediciones El Puente, La Habana, 1961-1965. La mayor parte de los poemarios de Ediciones El Puente reaparecen compilados en la compilación crítica "Ediciones El Puente en La Habana de los años 60", editadapor Jesús J. Barquet (Chihuahua: Azar, 2011).
- José Mario, La Conquista (poemas)
- Santiago Ruiz, Hiroshima (poemas)
- Mercedes Cortázar, El largo canto (poemas)
- Silvia Barros, 27 pulgadas de vacío (poemas)
- José Mario, De la espera y el silencio (poemas)
- Gerardo Fulleda León, Algo en la nada (poemas)
- José Mario, Clamor agudo (poemas)
- Ana Justina, Silencio (poemas)
- Guillermo Cuevas Carrión, Ni un sí ni un no (historias)
- José Mario, Obras para niños (teatro, 1ª y 2ª ed.)
- Ana María Simo, Las fábulas (historias)
- Reinaldo Felipe, Acta (poema)
- Manuel Granados, El orden presentido (poemas)
- José Mario, A través (poemas)
- Nancy Morejón, Mutismos (poemas)
- Mariano Rodríguez Herrera, La mutación (historias)
- Novísima Poesía Cubana I (antología poética)
- Georgina Herrera, GH (poemas)
- Joaquín G. Santana, Poemas en Santiago (poemas)
- Belkis Cuza Malé, Tiempos del sol (poemas)
- Rogelio Martínez Furé, Poesía yoruba (antología poética)
- Jesús Abascal, Soroche y otros cuentos (historias)
- Nicolás Dorr, (teatro)
- J. R. Brene, Santa Camila de la Habana Vieja (drama)
- José Mario, La torcida raíz de tanto daño (poemas)
- Miguel Barnet, Isla de güijes (poemas)
- Ada Abdo, Mateo y las sirenas (historias)
- Évora Tamayo, Cuentos para abuelas enfermas (historias)
- Nancy Morejón, Amor, ciudad atribuida (poemas)
- Ana Garbinski, Osaín de un pie (poemas)
- Rodolfo Hinostroza, Consejeros del lobo (poemas)
- Segunda Novísima de Poesía Cubana (*)
- Silvia Barros, Teatro infantil (poemas)
- Primera Novísima de Teatro (*)
- Ángel Luis Fernández Guerra, La nueva noche (historias)
- El Puente, Resumen Literario I (revista literaria) (*)
- Antonio Álvarez, Noneto (historias)
- José Milián, Mani Omi Omo (teatro)
- José Mario, Muerte del Amor por la Soledad (poemas)

Pendientes de publicación:
- El Puente, Resumen Literario II (revista literaria) (*)
- Manuel Ballagas, Con temor (historias) (*)

(*) estos libros fueron confiscados en las imprentas empleadas por Ediciones el Puente en 1965, Habana, Cuba.